# یواس‌اس کراتر (دی‌یی-۱۱)
یواس‌اس کراتر (دی‌یی-۱۱) (به انگلیسی: USS Crouter (DE-11)) یک کشتی بود که طول آن ۲۸۹ فوت (۸۸ متر) بود. این کشتی در سال ۱۹۴۳ ساخته شد.